# Martin Luther King Day
Der Martin Luther King Day (offiziell: Birthday of Martin Luther King Jr., häufig abgekürzt als MLK-Day) ist ein US-amerikanischer nationaler Gedenk- und Feiertag für den im Jahre 1968 ermordeten Martin Luther King. Er wird seit 1986 am dritten Montag im Januar begangen und liegt somit nahe oder sogar auf dem Geburtstag von King am 15. Januar. Die Wahl eines Montages ermöglicht ein dreitägiges freies Wochenende.

## Hintergrund
1968, nach Kings Ermordung, fingen die ersten Bestrebungen an, zu seinen Ehren einen Feiertag zu schaffen. Der afro-amerikanische Abgeordnete John Conyers aus Detroit brachte bereits in diesem Jahr einen entsprechenden Gesetzentwurf in den US-Kongress ein. In den 1970er Jahren schlossen sich Gewerkschaften der Unterstützungsbewegung an. Auch US-Präsident Jimmy Carter unterstützte die Bestrebungen. Eine Mehrheit fand das Gesetz jedoch erst 1983.

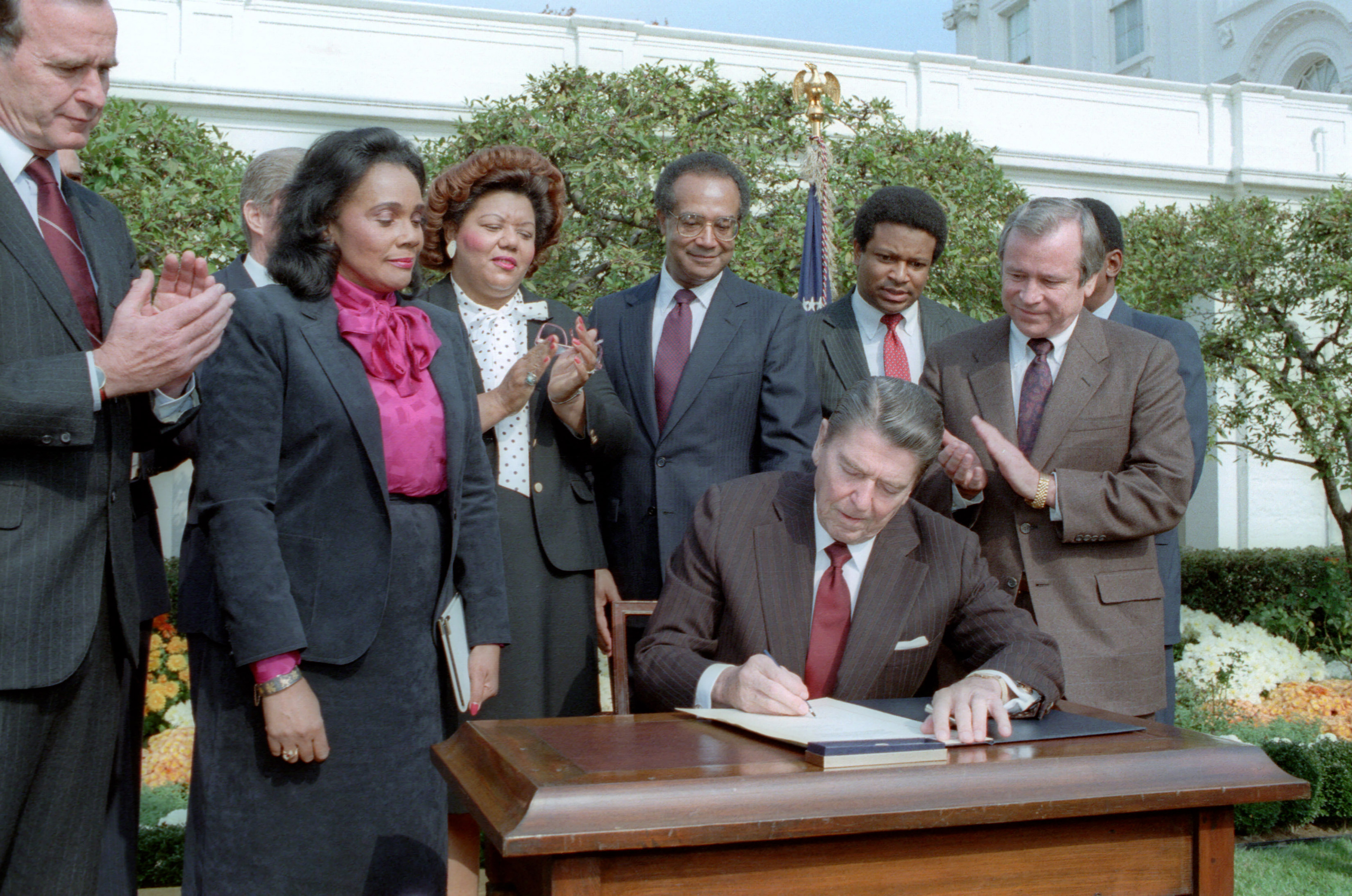
Ronald Reagan unterschreibt das Gesetz zur Einführung des Feiertags.

Die Gegnerschaft zur Einführung des Feiertags wurde angeführt vom republikanischen US-Senator Jesse Helms, der in Frage stellte, ob King ausreichend wichtig für eine solche Ehrung sei. Ferner warf er King vor, gegen den Vietnamkrieg gewesen zu sein, und unterstellte ihm Sympathien für den Kommunismus. Auch Präsident Ronald Reagan war ein Gegner des Gesetzentwurfs. Erst nachdem der Kongress das Feiertagsgesetz mit einer Mehrheit beschloss, die mit mehr als 2/3 der Stimmen die Zwecklosigkeit eines Vetos unterstrich, gab Reagan nach und unterschrieb das Gesetz im Rosengarten des Weißen Hauses am 2. November 1983. Der neu geschaffene Bundesfeiertag wurde erstmals am 20. Januar 1986 begangen. Anfangs hatten einzelne Bundesstaaten davon abgesehen, den Feiertag als Landesfeiertag zu deklarieren. Erst seit dem Jahr 2000 wird der Martin Luther King Day nicht nur von der Bundesregierung, sondern auch von allen 50 Bundesstaaten der USA beachtet.
Als relativ neuer Feiertag haben sich bislang keine ausgeprägten Traditionen entwickelt, die mit dem Feiertag zusammenhängen. Auch wird er nicht von allen Arbeitgebern umgesetzt; insgesamt ist er nur für ca. 33 Prozent aller Arbeitnehmer arbeitsfrei, Tendenz allerdings steigend. Als staatlicher Feiertag gilt er für staatliche Angestellte und Beamte. Daneben ist er auch bei gemeinnützigen und Nichtregierungsorganisationen beliebt; bei Fabriken und im Produktionssektor wird er am seltensten begangen. Die Börsen haben allerdings geschlossen. Seit 1994 wird die Idee der Freiwilligenarbeit („Martin Luther King Day of Service“) mit dem Feiertag verknüpft; dies geht auf eine Initiative des ehemaligen US-Senators Harris Wofford und des Kongressabgeordneten John Lewis zurück.
Alle vier Jahre findet am 20. Januar die Amtseinführung des Präsidenten der Vereinigten Staaten statt. Fällt das Datum auf einen Montag, ist dies der Martin Luther King Day. Dies war bisher zwei Mal der Fall: 1997 zur zweiten Amtseinführung Bill Clintons und 2025 zur zweiten Amtseinführung Donald Trumps.